# Dresneger
Dresneger was de betiteling voor slaven van Afrikaanse herkomst die in de 18e en 19e eeuw op plantages in Suriname tot taak hadden zieken op de plantage te verplegen (veelal andere slaven). Een met deze taak belaste vrouw werd ook wel dresmama genoemd. 
De naam komt uit het Sranantongo. Het woord dressi betekent in die taal "verzorgen". Dit woord is weer afgeleid van het Engelse to dress. (vergelijk het Engelse dresser = doktersassistent). Dit Surinaamse woord komt regelmatig voor in (oudere of historische) Nederlandse teksten over dit onderwerp en mag daarom tot het historische Nederlandse taaleigen worden gerekend.